# Thalassodes leucospilota
Thalassodes leucospilota là một loài bướm đêm trong họ Geometridae.